# 堤康次郎
堤康次郎（日语：堤 康次郎/つつみ やすじろう，1889年3月7日—1964年4月26日），日本的实业家，日本的大富翁之一。

## 生平
1889年，出生于滋贺县农民家庭。1913年，毕业于早稻田大学。1918年，创立国土计画土地经营公司。1920年，经营不动产。1924年，当选日本众议院议员。1932年，任拓务省次官。1940年，任武藏铁路公司总裁。1945年，任西武铁路公司总经理。1953年，任众议院议长。1964年，去世。